# Fabbrichetta
Fabbrichetta (Fabrichëtta in piemontese) è una frazione del Comune di Grugliasco, situata all'estremità Nord-Ovest di esso.
Confina a Nord con il Comune di Collegno (Frazione Villaggio Leumann), a Sud e ad Ovest con il Comune di Rivoli (Frazione Cascine Vica) e ad Est con la borgata San Giacomo di Grugliasco, assieme alla quale forma la borgata di partecipazione al Palio della Gru.

## Storia

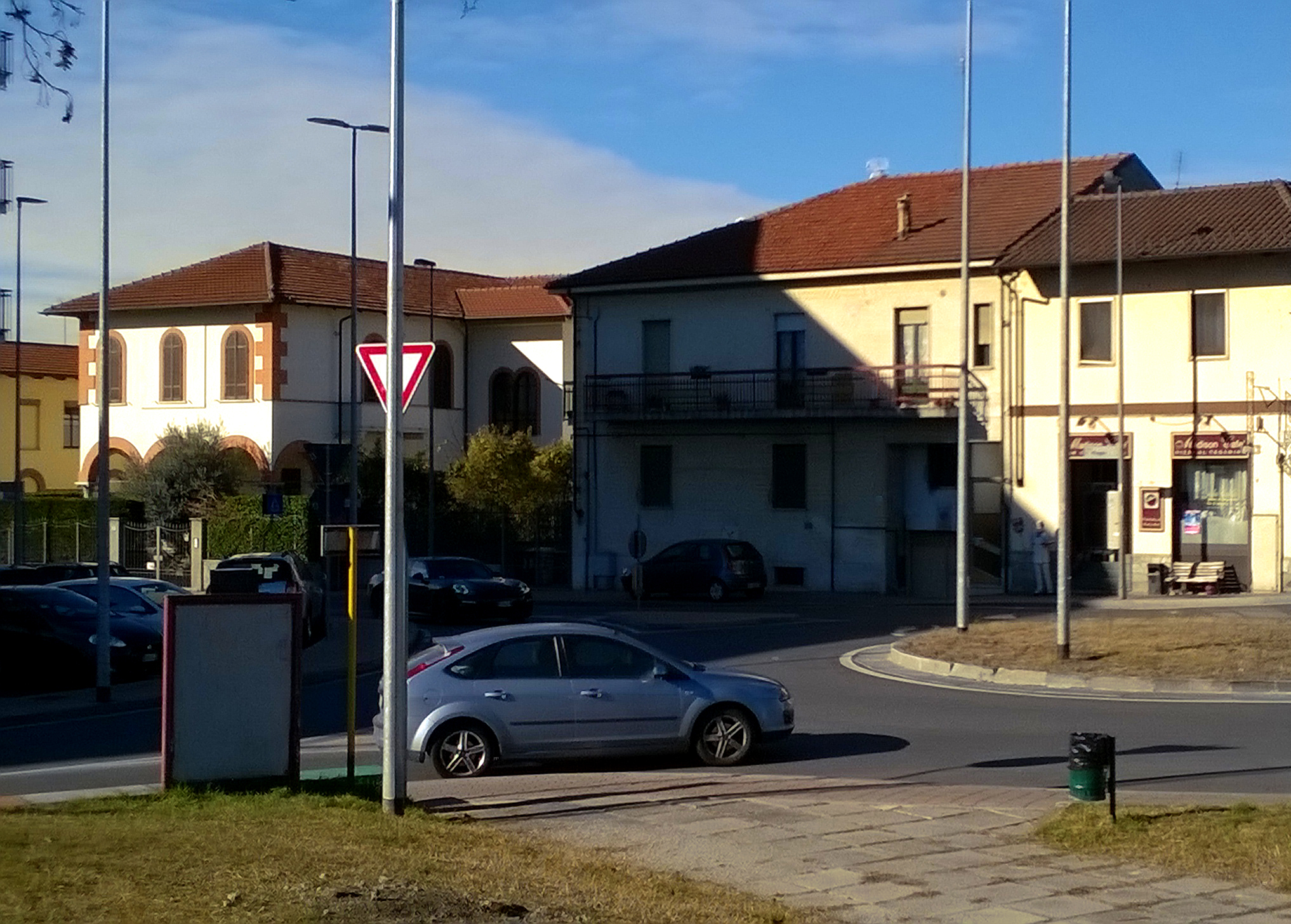
Scorcio di Piazza Primo Maggio

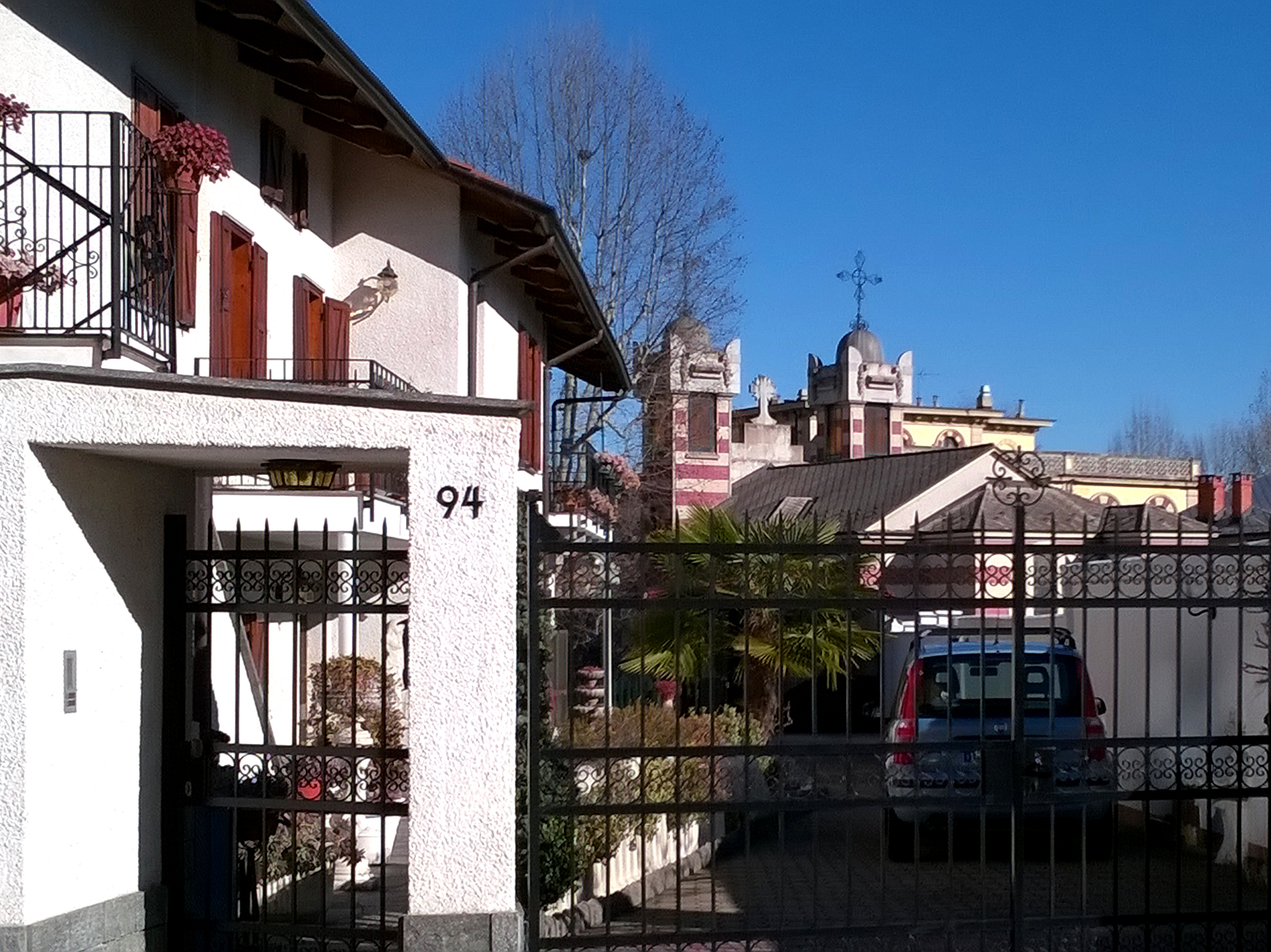
Chiesa del Villaggio Leumann, vista da un'abitazione di Fabbrichetta

Borgata Fabbrichetta prende il nome dalla presenza di uno jutificio edificato sul finire del '800, la cui struttura architettonica è presente nel tratto Sud di Via Fabbrichetta.

Esso veniva chiamata dagli abitanti del luogo La Fabrichëtta ("la piccola fabbrica") per distinguerla dal vicino e più imponente Cotonificio Leumann, chiamato invece Ël Fabricon ("la grande fabbrica").

In quegli anni, tutta l'area Nord-Ovest di Grugliasco venne interessata dalla presenza di industrie più o meno lontane da preesistenti nuclei urbani, grazie alle quali la città uscì da un periodo economicamente buio dovuto alla crisi del settore agricolo e al collasso della manifattura della seta.

Le case più antiche presenti sul territorio sono all'incirca dello stesso periodo e si possono trovare in particolar modo nei pressi di Piazza I Maggio e lungo Strada Antica di Rivoli, in forma di palazzine borghesi o rustici.
Fino ad un secolo fa, Borgata Fabbrichetta risultava piuttosto isolata dal centro cittadino, ma dalla metà del '900 ha conosciuto una progressiva urbanizzazione, che ha provocato al contrario una continuità totale con le zone confinanti.

## Luoghi di interesse
- Jutificio e ciminiera: complesso industriale ottocentesco situato all'estremità Sud di Via Fabbrichetta
- Monumento ai caduti della Borgata Fabbrichetta: situato sul lato di Parco Gino Marangoni che si affaccia su Piazza Primo Maggio
- L'edificio rustico più occidentale di Grugliasco: situato in via Damiano Chiesa 31, ad un passo dalla zona industriale di Cascine Vica. Questo rustico è stato realizzato probabilmente verso la metà dell'800. Si presenta con mattoni a vista e finestre verdi e la sua pianta è formata da due maniche che si affacciano su un cortile, utilizzato oggi per scopi industriali. Su due facciate sono presenti due nicchie votive, di cui una sola ospita una statuetta sacra.

## Servizi pubblici e trasporti
In via Don Caustico, tra le borgate Fabbrichetta e San Giacomo, sono presenti la scuola dell'infanzia Rosa Luxemburg e la scuola primaria Bruno Ciari, mentre in Piazza Primo Maggio è situata la terza delle tre sedi grugliaschesi di Poste Italiane.
Altri servizi della borgata sono rappresentati dal punto con casetta dell'acqua SMAT eD una stazione di Bikesharing, entrambe nel Parco Gino Marangoni, lato Piazza Primo maggio.

Il trasporto pubblico è presente con la linea 44 che collega con Torino, Collegno, nel tratto di Via Don Caustico-Piazza Primo Maggio-Via Fabbrichetta.